# Gådaträsket
Gådaträsket är en sjö i Vindelns kommun i Västerbotten och ingår i Umeälvens huvudavrinningsområde. Sjön har en area på 1,88 kvadratkilometer och ligger 215,2 meter över havet. Sjön avvattnas till Kalvträsket av vattendraget Krokan. Omedelbart uppströms Gådaträsket ligger Forsling-Åman.
Vid provfiske har bland annat abborre, gers, gädda och lake fångats i sjön.

## Delavrinningsområde
Gådaträsket ingår i det delavrinningsområde (716129-167617) som SMHI kallar för Utloppet av Gådaträsket. Medelhöjden är 243 meter över havet och ytan är 7,06 kvadratkilometer. Räknas de 10 avrinningsområdena uppströms in blir den ackumulerade arean 71,94 kvadratkilometer. Krokan som avvattnar avrinningsområdet har biflödesordning 4, vilket innebär att vattnet flödar genom totalt 4 vattendrag innan det når havet efter 152 kilometer. Avrinningsområdet består mestadels av skog (67 procent). Avrinningsområdet har 1,86 kvadratkilometer vattenytor vilket ger det en sjöprocent på 26,4 procent.

## Fisk
Vid provfiske har följande fisk fångats i sjön:
- Abborre
- Gärs
- Gädda
- Lake
- Mört
- Nors
- Sik